# Artannes-sur-Indre
Artannes-sur-Indre är en kommun i departementet Indre-et-Loire i regionen Centre-Val de Loire i de centrala delarna av Frankrike. Kommunen ligger i kantonen Montbazon som tillhör arrondissementet Tours. År 2022 hade Artannes-sur-Indre 2 782 invånare.

## Befolkningsutveckling
Antalet invånare i kommunen Artannes-sur-Indre
Referens:INSEE